# Liber Regulae Pastoralis

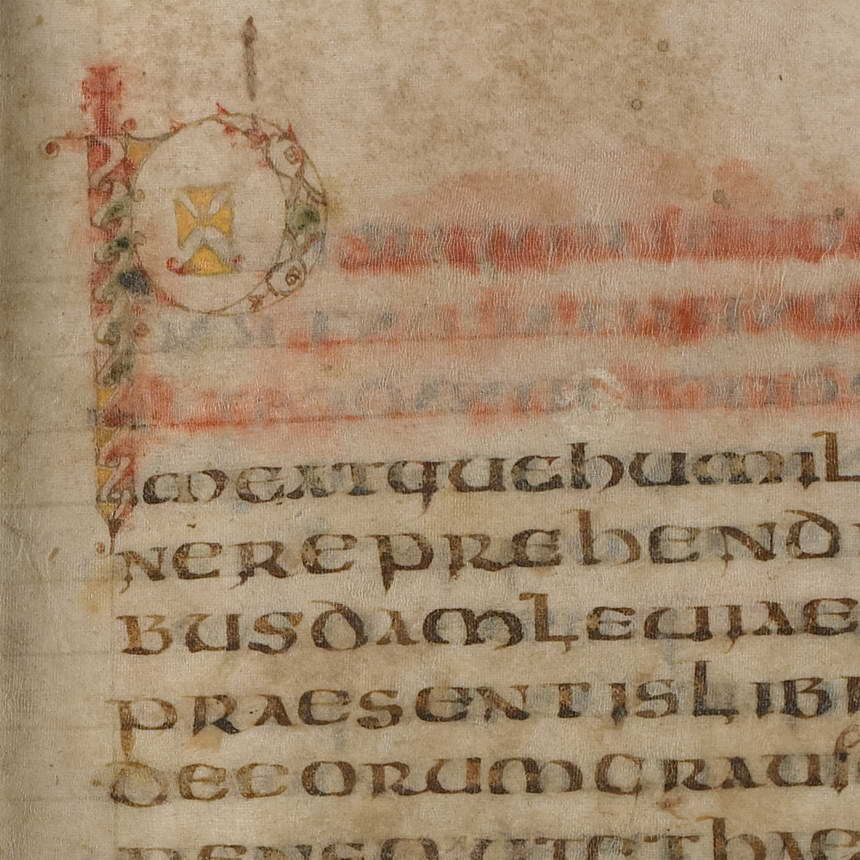
Início do texto no manuscrito de Troyes de ca. 600; as três primeiras linhas também são em tinta colorida, que está escorrida ou desbotada

Liber Regulae Pastoralis ou Regula Pastoralis (O Livro da Regra Pastoral, comumente conhecido em inglês como Pastoral Care, uma tradução do título latino alternativo Cura Pastoralis) é um tratado sobre as responsabilidades do clero escrito pelo Papa Gregório I por volta do ano 590, logo após sua inauguração papal. Tornou-se um dos trabalhos mais influentes sobre o assunto já escritos. O título foi o usado por Gregório ao enviar uma cópia a seu amigo Leandro de Sevilha. O texto foi dirigido a João, o bispo de Ravena, em resposta a uma pergunta dele. Gregório posteriormente revisou um pouco o texto.

## Descrição
Os padrões pessoais, intelectuais e morais prescritos por Gregório não refletiam em todos os pontos as realidades do século VI: por exemplo, uma carta do Bispo de Cartagena (Livro II, carta 54 na correspondência coletada de Gregório) elogia o livro, mas expressa uma reserva que pode estar além das capacidades normais.
A influência do livro, no entanto, foi vasta. Depois de ler o Regulae, o imperador bizantino Maurício ordenou que fosse traduzido e distribuído a todos os bispos dentro do império (Demacopoulos). De fato, entre as obras de todos os autores latinos do período patrístico, apenas a de Gregório foi traduzida para o grego durante sua própria vida.
No Ocidente, o livro também manteve seu significado e ampla disseminação.
Que o livro foi levado para a Inglaterra por Agostinho de Canterbury — que foi enviado ao Reino de Kent por Gregório em 597 — foi anotado no prefácio escrito por Alfredo, o Grande, que no final do século IX o traduziu para o inglês antigo como parte de um projeto para melhorar a educação na Inglaterra Anglo-Saxônica. Além dos detalhes de sua metodologia de tradução, o extenso prefácio descreve a lógica e as intenções por trás do projeto: mesmo centenas de anos depois de ter sido escrita, a obra ainda era vista como o guia mais essencial para os clérigos, e Alfredo desejou a todos os bispos em sua reino para ter uma cópia para o benefício do clero menos instruído.
A tradução de Alfredo, o Grande, está mantida na Biblioteca Bodleian, em Oxford, e é o livro mais antigo conhecido escrito em inglês.
Além Inglaterra, Regulae de Gregório foi recomendado para os bispos de Carlos Magno em uma série de conselhos realizada em 813, e uma carta de Incmaro, Arcebispo de Rheims – notas que uma cópia do mesmo, juntamente com o Livro dos Cânones, foi dado nas mãos dos bispos diante do altar em sua consagração (Schaff).

Entre os numerosos manuscritos dessas Regulae amplamente lidos, talvez o mais antigo seja Troyes, Bibliothèque Municipale, MS 504; é um manuscrito do início do século VII em escrita uncial sem divisões entre as palavras, provavelmente originário de Roma. Existem cerca de vinte e cinco longas linhas por página. A única ornamentação no manuscrito consiste em iniciais de caneta em vermelho, verde e amarelo (acima). Ele contém o texto revisado completo.